# Аутрич
А́утрич (англ. outreach) — розширення, охоплення чого-небудь. Робота з охоплення соціальними послугами цільової групи (зазвичай соціально незахищеної) у звичному для неї оточенні; вулична соціальна робота; надання соціально-медичної допомоги в місцях збору та/або проживання цільової групи.
Часто такі заходи проводяться недержавними організаціями.
Аутрич-робота з чоловіками, які практикують секс з чоловіками (ЧСЧ), є різновидом аутрич-роботи для вразливих соціальних груп.
Принципи здійснення аутрич-роботи з ЧСЧ:
1. Розуміння потреб цільової групи та швидке реагування на них. Цей принцип базується на уважності, гнучкості і чуйності аутрич-працівника до проблем ЧСЧ. Надання послуг в рамках аутрич-роботи повинно бути доречним і базуватися на реальних потребах, які визначає сама група, та за участю самої групи.
2. «Рівний-рівному». Найефективнішою є та аутрич-робота, що проводиться людьми, які належать спільноті ЧСЧ або ж часто контактують з ним (родичі, близькі, друзі). Вважається оптимальним, коли аутрич-роботу проводять самі ЧСЧ, оскільки саме вони знають свої потреби і як їх досягти.
3. Дружнє і толерантне ставлення. Аутрич-працівник своїм ставленням повинен подавати приклад гуманного, співчутливого, неупередженого відношення і розуміння ЧСЧ, їхньої поведінки і зовнішності, стилю життя.
4. Конфіденційність і анонімність. Атмосфера аутрич-роботи з ЧСЧ повинна базуватися на довірі, збереженні таємниці та нерозповсюдженні інформації, одержаної аутрич-працівником від бенефіціарів. Особливо важливим є розуміння цього принципу, коли аутрич-працівник консультує клієнта з питань сексуальної поведінки, тестування на ВІЛ та ін.
5. Своєчасне забезпечення цільових груп актуальною і об'єктивною інформацією. Для цього необхідно визначити, якого типу інформації бракує в першу чергу. Інформація повинна бути конкретною, перевіреною (компетентною) і актуальною. Вона повинна покривати потреби ЧСЧ в медичній, соціальній і правовій сферах. Варто також приділяти увагу забезпеченню ЧСЧ різноманітною і корисною інформацією на теми життя ЛГБТ-спільноти.